# Пулмен (Вашингтон)
Пулмен (англ. Pullman) — крупнейший город в округе Уитмен, штат Вашингтон (США). По данным переписи населения 2010 года численность населения Пулмена составляла 29 799 человек, а по данным переписи 2000 года — 24 675 человек. Город первоначально назывался Три-Форкс (англ. Three Forks), но затем был переименован и назван в честь Джорджа Пульмана.
Пулмен расположен в сельскохозяйственном регионе Палус. В городе действует Университет штата Вашингтон с четырьмя кампусами и компания Schweitzer Engineering Laboratories — производитель электротехники. В 13 километрах к востоку от Пулмена находится город Москоу (штат Айдахо), в котором действует Айдахский университет.

## История
Через пять лет после основания первых европейских поселений в округе Уитмен 29 ноября 1871 года, в 1876 году сюда прибыл Болин Фарр (англ. Bolin Farr), который поселился неподалёку от места слияния рек Драй-Флет-Крик (англ. Dry Flat Creek) и Миссури-Флет-Крик (англ. Missouri Flat Creek), на берегу реки Палус. Через год, в 1877 году, сюда прибыли Ден Маккензи (англ. Dan McKenzie) и Уильям Эллсворт (англ. William Ellsworth), обладавшие правами на некоторые местные земельные участки. Здесь был построен почтовый офис, который они назвали «Три-Форкс» (англ. Three Forks). Весной 1881 года Орвил Стюарт (англ. Orville Stewart) открыл здесь магазин, а Болин Фарр отдал 10 акров своей земли для нужд поселения.
Пулмен был основан в 1886 году; численность населения на тот момент составляла около 200 человек. Поселение получило название Три-Форкс ввиду того, что неподалёку от поселения сливались три небольших реки: Миссури-Флет-Крик (англ. Missouri Flat Creek), Драй-Форк (англ. Dry Fork) и южный приток реки Палус. В 1884 году Ден Маккензи и Чарльз Мур (англ. Charles Moore) из Москоу (Айдахо) провели землемерные работы и назвали поселение в честь Джорджа Пульмана, американского промышленника. 28 марта 1890 года законодательный орган штата Вашингтон выделил участок земли для размещения колледжа, но не определил его конкретное местоположение. Общественные лидеры Пулмена решили поддержать инициативу по строительству нового колледжа и предложили 160 акров земли для размещения его кампуса. 18 апреля 1891 года отборочная комиссия, назначенная губернатором штата Вашингтон, для строительства колледжа выбрала Пулмен. 13 января 1892 года был открыт Вашингтонский сельскохозяйственный колледж и научная школа (англ. Washington Agricultural College and School of Science) для 59 студентов. В 1905 году это образовательной учреждение было переименовано в Вашингтонский государственный колледж (англ. State College of Washington), а в 1959 году на его основе был открыт Университет штата Вашингтон.
В 1961 году Пулмен получил полномочия на создание собственных органов власти в виде выборного городского совета и мэра. С тех пор в городе действуют мэр и совет из семи членов, а также назначается глава городской администрации.

## Городские кварталы
Пулмен расположен на четырёх холмах, что делит город на четыре части, почти равные по площади: Милитари-Хилл (англ. Military Hill), к северу от реки Палус и к западу от Норт-Гранд-авеню (англ. North Grand Avenue); Пионер-Хилл (англ. Pioneer Hill), к югу от Мейн-стрит и деловой части города, к востоку от Саут-Гранд-авеню; Саннисайд-Хилл (англ. Sunnyside Hill), к югу от Девис-Вей и к западу от Саут-Гранд-авеню; и Колледж-Хилл (англ. College Hill), к северу от Мейн-стрит и к востоку от Норт-Гранд-авеню.
Кампус вашингтонского государственного университета находится на Колледж-Хилл, а часть этой территории является историческим местом и входит в национальный реестр исторических мест США. Историчность Колледж-Хилл сохраняется во множестве строений начала XX века — бунгало, выполненных в ремесленническом стиле. Здесь также сохранились две улицы с оригинальной мостовой из красного кирпича.
Производственные мощности, связанные с развивающейся высокотехнологичной индустрией, расположены в северной черте города и объединены по эгидой компании Schweitzer Engineering Laboratories. Она была основана Эдмундом Швейцером, кандидатом наук из вашингтонского государственного университета. Компания Schweitzer Engineering Laboratories и прочие фирмы отрасли расположены в радиусе 0,43 км² друг от друга в индустриальном парке Пулмена (англ. Pullman Industrial Park) под управлением порта округа Уитмен.

### Школы
Пулменский школьный округ состоит из:
- Начальная школа Франклина (англ. Franklin Elementary school)
- Начальная школа Джефферсона (англ. Jefferson Elementary school)
- Начальная школа Саннисайда (англ. Sunntside Elementary school)
- Школа среднего звена Линкольна (англ. Lincoln Middle School)
- Пулменская школа старших классов[англ.]

Пулменскую школу старших классов посещают около 700 учащихся. Школа является единственной бесплатной средней школой в городе. Она расположена в Милитари-Хилле. Талисманом школьных спортивных команд является борзая. В школе предлагается дополнительная программа подготовки и разнообразные факультативные занятия. Совместно с Университетом штата Вашингтон и местными колледжами в школе действует программа Running Start.

### Университет штата Вашингтон
Основная статья: Университет штата Вашингтон
В Пулмене расположен первоначальный и по состоянию на октябрь 2014 года крупнейший кампус Университета штата Вашингтон, который входит в 1-й дивизион национальной ассоциации студенческого спорта (NCAA) и является членом конференции Pacific-12. Университет известен своими курсами ветеринарии, бизнеса, архитектуры, инженерии, агрономии, фармацевтики и коммуникаций.

## География и климат
Пулмен расположен в координатах 46°43′57″ с. ш. 117°10′18″ з. д., на высоте 778 метров над уровнем моря. По данным бюро переписи населения США, площадь города составляет 25,59 км². Водоснабжение осуществляется с естественного водоносного горизонта. Окружающая местность представляет собой прерии, и называется «Палус». Эта местность примечательна своими плодородными холмами, где выращиваются озимая и яровая пшеница, ячмень, чечевица и горох.

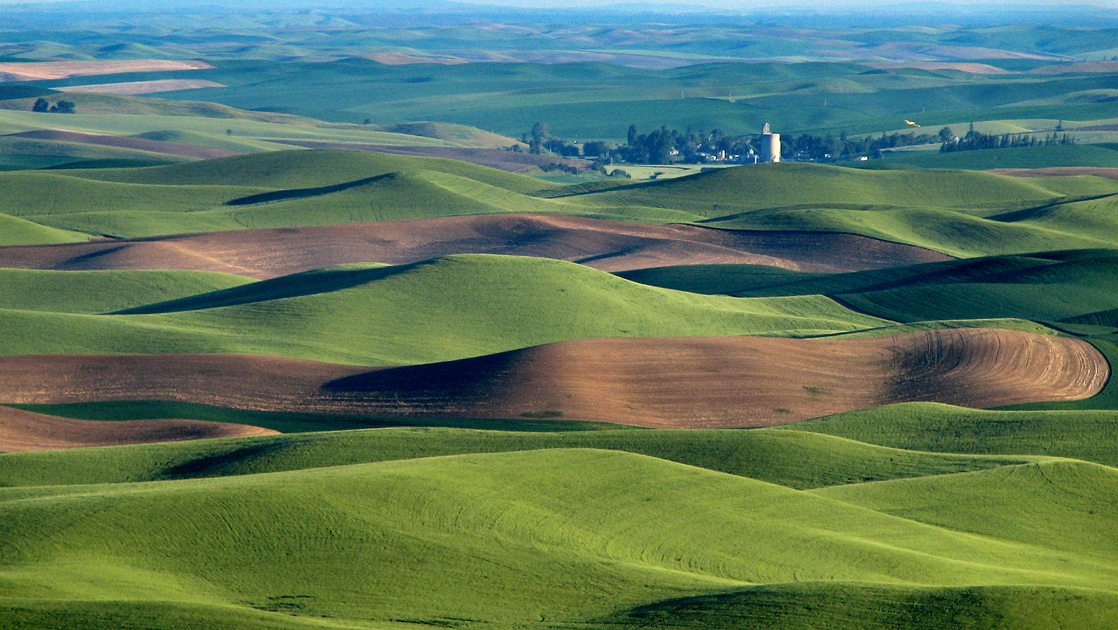
Близлежащие холмы Палус

### Климат
Климат региона Палус — влажный континентальный, с преобладанием сухой и ясной погодой на протяжении года, с жарким сухим летом и холодной и влажной зимой. По данным наблюдений западного регионального климатического центра за период с 1940 по 2005 годы, средний ежегодный уровень осадков в виде дождя в Пулмене составляет около 530 мм, а осадков в виде снега — 710 мм ежегодно. Самым тёплым месяцем в Пулмене является август, со средней максимальной температурой 27,8 С°, в то время как январь является самым холодным месяцем со средней минимальной температурой −5,2 С°.
| Показатель                    | Янв. | Фев. | Март | Апр. | Май | Июнь | Июль | Авг. | Сен. | Окт. | Нояб. | Дек. | Год   |
| ----------------------------- | ---- | ---- | ---- | ---- | --- | ---- | ---- | ---- | ---- | ---- | ----- | ---- | ----- |
| Средний суточный максимум, °C | 3    | 5    | 9    | 14   | 18  | 22   | 28   | 29   | 23   | 16   | 7     | 2    | 14,4  |
| Средний суточный минимум, °C  | −3   | −3   | 0    | 2    | 6   | 8    | 10   | 10   | 7    | 2    | −1    | −4   | 2,8   |
| Норма осадков, мм             | 65,3 | 48,5 | 51,8 | 44,4 | 46  | 33,3 | 16,5 | 16,8 | 19,6 | 40,1 | 72,6  | 63,5 | 533,7 |
| Источник: The Weather Channel |      |      |      |      |     |      |      |      |      |      |       |      |       |

## Демография

### Перепись населения 2010 года
По данным переписи населения 2010 года население города составляло 29 799 человек. В городе насчитывалось 11 029 домохозяйств и 3898 проживающих в городе семей. Плотность населения составляла 1164,5 чел/км². В городе насчитывалось 11 966 единиц жилищного строительства при средней плотности застройки 467,6 ед/км². Расовый состав населения распределялся следующим образом: 79,3 % белые, 2,3 % афроамериканцы, 0,7 % индейцы или эскимосы, 11,2 % азиаты, 0,3 % гавайцев или жителей Океании, 1,9 % прочие расы и 4,4 % представителей двух и более рас. Представители испанского или латиноамериканского происхождения составляли 5,4 % населения.
Из 11 029 домовладений в 17,1 % проживали дети до 18 лет вместе с родителями, в 28,5 % проживали семейные пары, в 4,7 % проживали незамужние женщины, в 2,1 % — неженатые мужчины, 64,7 % домовладений занимали лица, не состоящие друг с другом в браке. В 34,5 % домовладений владелец проживал единолично, а в 4,4 % домовладений единолично проживал пожилой человек в возрасте 65 лет или старше. Средний размер домохозяйства составлял 2,18 человек, а средний размер семьи составлял 2,88 человек.
Средний возраст жителей города составлял 22,3 года. 11,3 % жителей были несовершеннолетними, 51,8 % жителей — в возрасте от 18 до 24 лет, 21,7 % в возрасте от 25 до 44 лет, 10,5 % — от 45 до 64 лет, и 4,7 % в возрасте от 65 лет и старше. Среди жителей города 51,3 % составляли мужчины и 48,7 % женщины.

### Перепись населения 2000 года
По данным переписи населения 2000 года, население города составляло 24 675 человек. В городе насчитывалось 8828 домохозяйств и 3601 семей, постоянно проживающих на территории города. Плотность населения составляла 1058.6 ч/км2.
Расовый состав населения складывался следующим образом: 83,10 % белые, 8,48 % азиаты, 3,40 % представителей смешанных рас (2 и более), 2,40 % афроамериканцы, 1,58 % представители прочих рас, 0,67 % индейцы или эскимосы, 0,38 % гавайцев или жителей Океании. Представители испанского или латиноамериканского происхождения составляли 3,86 % населения.
По данным той же переписи, в городе насчитывалось 9398 жилищных единиц, при средней плотности 403,2 ед/км2. Среди 8828 домохозяйств:
- 59,2 % не принадлежали семейным парам
- 33,0 % принадлежали семейным парам, проживающим совместно
- 31,1 % построены в частном порядке
- 20,0 % с детьми до 18 лет
- 5,8 % принадлежали незамужним женщинам
- 3,7 % принадлежали лицам в возрасте 65 лет и старше (в том числе в 31,1 % домохозяйств, построенных в частном порядке)

Средний размер домохозяйства составлял 2,23 человека, при среднем размере семьи 2,87 человек.
Возрастной состав населения:
- 13,1 % до 18 лет
- 49,4 % от 18 до 24 лет
- 22,8 % от 25 до 44 лет
- 10,3 % от 45 до 64 лет
- 4,5 % от 65 лет и старше.

Средний возраст населения составлял 22 года. На каждые 100 женщин приходилось 104,6 мужчин, на каждые 100 девушек в возрасте 18 лет и младше приходилось 104,7 юношей.
Средний доход домохозяйства в городе составлял 20 652 долларов США, а средний доход семьи составлял 46 165 долларов. Мужчины имели средний доход в 36 743 доллара США (в год) против 29 192 долларов у женщин. Доход на душу населения составлял 13 448 долларов. Около 15,3 % семей и 37,5 % населения жили за чертой бедности, в том числе 20,0 % из них — в возрасте до 18 лет, и 3,6 % — в возрасте 65 лет и старше.

## Транспорт

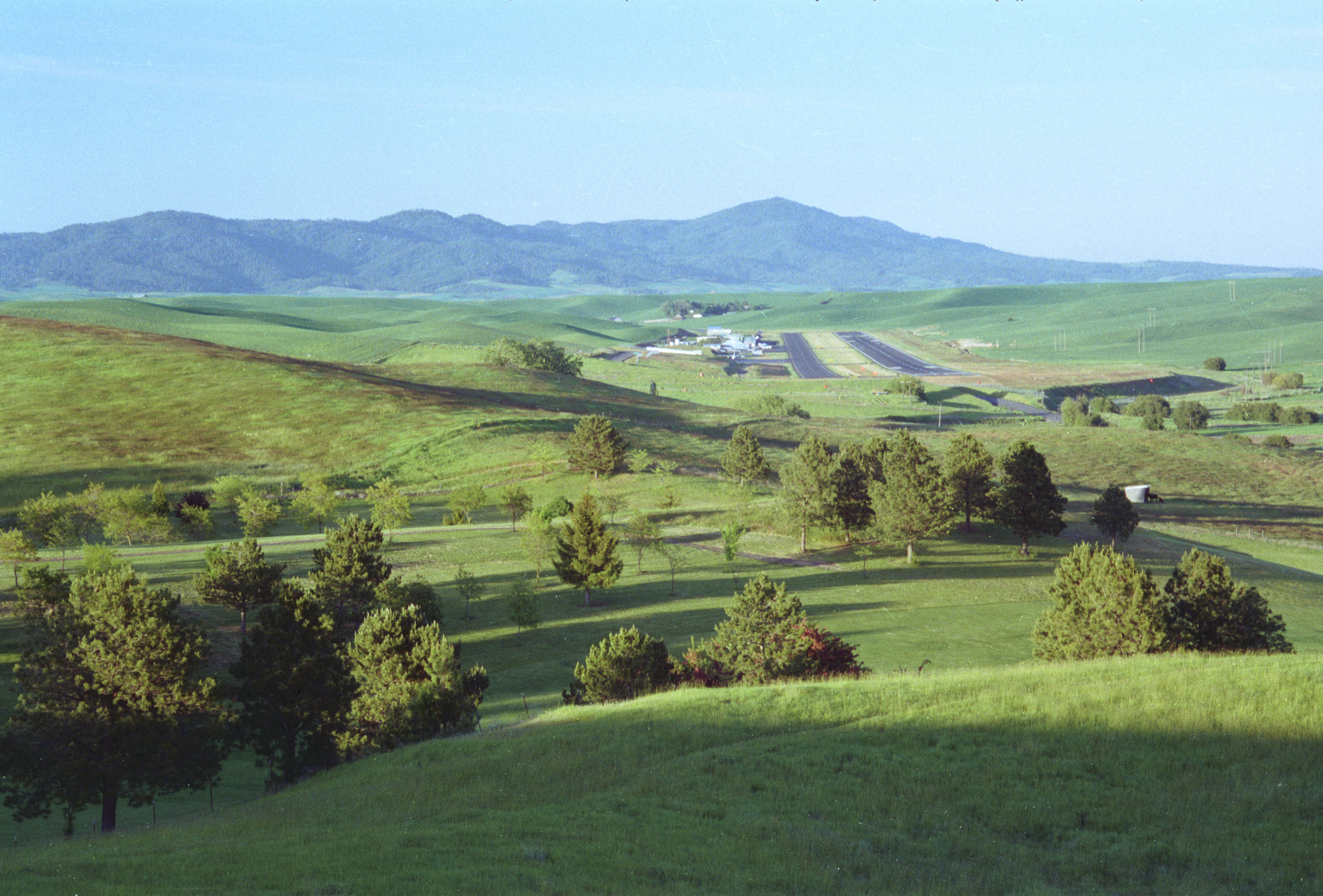
Аэропорт Пулмен-Москоу Риджинал

Региональный аэропорт Пулмен-Москоу Риджинал расположен в 3,2 км к востоку от Пулмена, и в 6,4 км к западу от Москоу, Айдахо. Авиакомпания Horizon Air осуществляет четыре рейса в день до Сиэтла и обратно. Доступен автобус-шаттл до аэропорта Спокан. Через Пулмен проходят также основные маршруты междугородных автобусов, в том числе компании Greyhound. Кроме того, Пулмен обслуживается транспортной компанией Pullman Transit, обеспечивающей транспортные услуги для студентов, не проживающих в кампусе, а также для местных жителей. Студенты могут воспользоваться автобусом бесплатно, предъявив свой студенческий билет, так как оплата городского транспорта входит в стоимость обучения в университете штата Вашингтон.

## Дополнительная информация
Издание Bloomberg Businessweek выбрало Пулмен в 2011 году в качестве «Лучшего места для воспитания детей» в штате Вашингтон. На оценку повлияла: доступность, семейный образ жизни, качество Пулменской школы старших классов, наличие университета штата Вашингтон, живописная местность. Соседний Москоу в штате Айдахо стал лауреатом в той же номинации в своём штате.
С 1989 года в Пулмене проводится Национальный фестиваль чечевицы, посвящённый сбору урожая чечевицы и других бобовых в регионе Палус. На фестивале проводятся поварские конкурсы, пятничная уличная ярмарка, субботний парад и прочие развлечения. Фестивале проводится в августе, за неделю до начала занятий в университете штата Вашингтон.
Пулмен является городом — побратимом японского города Касай.

## Известные люди, связанные с городом
- Филипп Абельсон, физик, геохимик, член Национальной академии наук, редактор журнала Science, окончил университет штата Вашингтон.
- Уильям Ля Фуллет[англ.], конгрессмен.
- Тамара Григсби[англ.], законодатель от штата Висконсин.
- Джон Фабиан, бывший астронавт НАСА, учился в Пулменской школе старших классов[англ.] и университете штата Вашингтон.
- Джон Элвей, игрок в американский футбол, квотербек команды Денвер Бронкос, жил в Пулмене, учился в Пулменской школе старших классов.
- Тимм Розенбах[англ.], игрок в американский футбол, квотербек команд Аризона Кардиналс и Нью-Орлеан Сэйнтс, играл за школьную команду Пулменской школы старших классов и за команду штата Вашингтон.
- Райан Лиф[англ.], игрок в американский футбол, квотербек Сан-Диего Чарджерс.
- Гленн Джонсон (англ. Glenn Johnson), мэр Пулмена, президент ассоциации городов штата Вашингтон.
- Джеймс Мэттис, бывший генерал Корпуса морской пехоты США, министр обороны США.
- Шерман Алекси, писатель, поэт, киносценарист, учился в университете штата Вашингтон.
- Рон Миттельхаммер[англ.], бывший директор Школы экономических наук, бывший президент Американской ассоциации сельскохозяйственных экономик.
- Кирк Триплетт[англ.], трёхкратный победитель PGA Tour, член команды Президентского кубка 2000, окончил Пулменскую школу старших классов.
- Генри Хилд[англ.], президент Фонда Форда, Нью-Йоркского университета, Иллинойсского технологического института, Американского общества инженерного обучения[англ.].